# Sportforum Blankenburg
Das Stadion Sportforum Blankenburg in Blankenburg (Harz) wurde 1931 eröffnet. Im Jahr 1980 fand hier die DDR-Bestenermittlung im Frauenfußball statt.

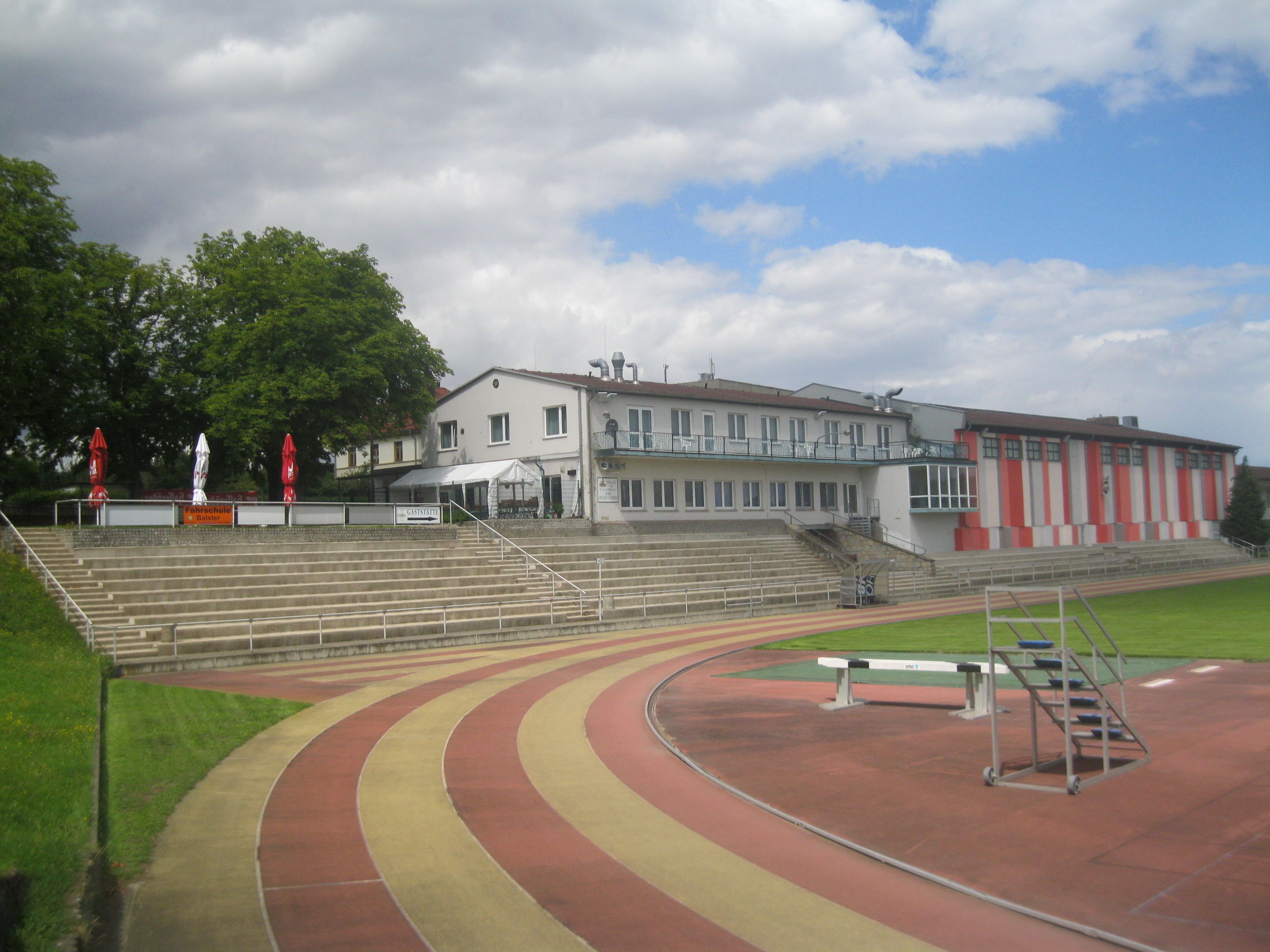
Sportforum Blankenburg

Das Stadion mit einer Laufbahn und einem Fußballfeld ist Heimstätte des Blankenburger FV und fasst 8000 Zuschauer.